# Естер Гонсалес (плавчиня)
Естер Гонсалес (26 червня 1995) — мексиканська плавчиня. Учасниця Чемпіонату світу з водних видів спорту 2017, де в попередніх запливах на дистанції 200 метрів брасом посіла 18-те місце і не потрапила до півфіналу.